# Dubbelverhouding
In de meetkunde is de dubbelverhouding van vier collineaire punten gedefinieerd als de verhouding van twee deelverhoudingen. De dubbelverhouding is invariant onder centrale projectie.

## Definitie
De dubbelverhouding van de vier collineaire punten {\displaystyle A,B,C} en {\displaystyle D} in de euclidische ruimte, genoteerd als {\displaystyle (ABCD)} of {\displaystyle (A,B;C,D)} is gedefinieerd als het quotiënt van de deelverhoudingen {\displaystyle (ABC)} en {\displaystyle (ABD)}:
{\displaystyle (ABCD)={\frac {(ABC)}{(ABD)}}}
Als {\displaystyle p,q,r} en {\displaystyle s} de coördinaten zijn van respectievelijk {\displaystyle A,B,C} en {\displaystyle D} op de rechte als getallenrechte, wordt de dubbelverhouding: 
{\displaystyle {\frac {(r-p)(q-s)}{(q-r)(s-p)}}}
De dubbelverhouding is positief als de deelpunten {\displaystyle C} en {\displaystyle D} ofwel allebei op het lijnstuk {\displaystyle AB} ofwel allebei buiten het lijnstuk {\displaystyle AB} liggen. Ligt een van de punten op het lijnstuk {\displaystyle AB} en een erbuiten, dan is de dubbelverhouding negatief.
Verwisselt men {\displaystyle C} en {\displaystyle D} of {\displaystyle A} en {\displaystyle B}, dan verandert de dubbelverhouding in zijn omgekeerde, dus
{\displaystyle (ABDC)=(BACD)={\frac {1}{(ABCD)}}}
Verwisselt men {\displaystyle B} en {\displaystyle C}, dan krijgt men
{\displaystyle (ACBD)=1-(ABCD)}
Vier punten op een lijn hebben dus zes verschillende waarden als dubbelverhouding, namelijk:
{\displaystyle \lambda ,\quad {\frac {1}{\lambda }},\quad 1-\lambda ,\quad {\frac {1}{1-\lambda }},\quad {\frac {\lambda -1}{\lambda }}} en {\displaystyle {\frac {\lambda }{\lambda -1}}}
Bij vier punten op gelijkmatige afstand en in volgorde krijgen we bijvoorbeeld 4. De andere vijf waarden zijn dan 1/4, -3, -1/3, 3/4 en 4/3.

## Harmonische ligging
Als de punten {\displaystyle C} en {\displaystyle D} het lijnstuk {\displaystyle AB} respectievelijk inwendig en uitwendig in dezelfde verhouding verdelen, geldt voor de deelverhoudingen 
{\displaystyle (ABC)=-(ABD)},
dus voor de dubbelverhouding
{\displaystyle (ABCD)=-1}
Men zegt dat de vier punten in harmonische ligging zijn.
De volgende uitspraken zijn gelijkwaardig:
- Het geordende viertal punten {\displaystyle (A,B,C,D)} is een harmonisch puntenviertal.
- De dubbelverhouding {\displaystyle (ABCD)=-1}.
- De punten {\displaystyle C} en {\displaystyle D} liggen harmonisch ten opzichte van de punten {\displaystyle A} en {\displaystyle B}.
- Het punt {\displaystyle C} is harmonisch toegevoegd aan of harmonisch verwant met het punt {\displaystyle D} ten opzichte van de punten {\displaystyle A} en {\displaystyle B}.

## Voorbeelden

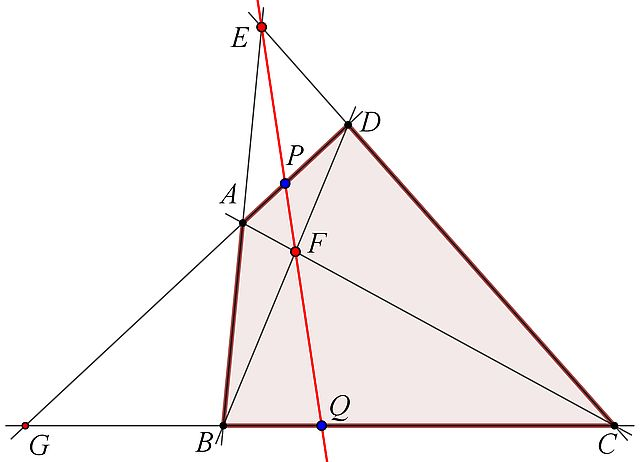
E, F, G zijn diagonaalpunten,
(EFPQ) = -1

- Van de hoeken tussen twee snijdende rechten {\displaystyle a} en {\displaystyle b} zijn {\displaystyle c} en {\displaystyle d} de bissectrices. De rechte {\displaystyle s} snijdt de vier rechten {\displaystyle a,b,c} en {\displaystyle d} in opvolgend de punten {\displaystyle A,B,C} en {\displaystyle D}. De punten {\displaystyle C} en {\displaystyle D} zijn dan harmonisch toegevoegd ten opzichte van de punten {\displaystyle A} en {\displaystyle B}.
- Een lijn door twee diagonaalpunten van een volledige vierhoek snijdt de overige zijden in twee punten die ten opzichte van die diagonaalpunten harmonisch liggen (zie de figuur hiernaast).
- De binnen- en buitenbissectrice van een hoek van een driehoek snijden de overstaande zijde van die hoek in punten die harmonisch toegevoegd zijn ten opzichte van de hoekpunten op die zijde.

## Eigenschappen

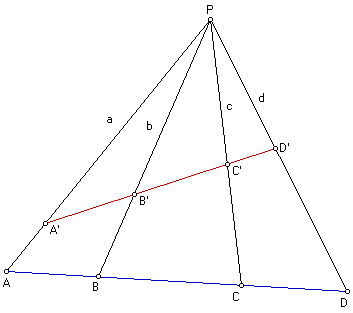

De dubbelverhouding is invariant onder centrale projectie, dus als {\displaystyle ABCD} en {\displaystyle A'B'C'D'} twee stellen collineaire punten zijn, en de lijnen {\displaystyle AA',BB',CC'} en {\displaystyle DD'} concurrent zijn, geldt {\displaystyle (ABCD)=(A'B'C'D')}.

## Dubbelverhouding van  lijnen
Door de invariantie van de dubbelverhouding onder centrale projectie kan de dubbelverhouding ook gedefinieerd worden voor concurrente coplanaire rechten. Snijden de door hetzelfde punt gaande rechten {\displaystyle a,b,c} en {\displaystyle d} een rechte {\displaystyle \ell } in vier niet-samenvallende punten {\displaystyle A,B,C} en {\displaystyle D}, dan is de dubbelverhouding {\displaystyle (abcd)} gedefinieerd als
{\displaystyle (abcd)=(ABCD)}

### Alternatieve definitie
Een alternatieve equivalente definitie voor de dubbelverhouding van vier concurrente rechten is
{\displaystyle (abcd)={\frac {\sin \angle (a,c)}{\sin \angle (b,c)}}:{\frac {\sin \angle (a,d)}{\sin \angle (b,d)}}}

### Harmonische vierstraal
Een vierstraal is een geordend viertal coplanaire, concurrente rechten. Een vierstraal {\displaystyle (a,b,c,d)} heet harmonisch dan en slechts dan, als {\displaystyle (abcd)=-1}. De volgende uitspraken zijn dan gelijkwaardig:
- De vierstraal {\displaystyle (a,b,c,d)} is harmonisch.
- De dubbelverhouding {\displaystyle (abcd)=-1}.
- De lijnen {\displaystyle c} en {\displaystyle d} liggen harmonisch ten opzichte van de lijnen {\displaystyle a} en {\displaystyle b}.
- Lijn {\displaystyle d} is harmonisch toegevoegd aan lijn {\displaystyle c} ten opzichte van de lijnen {\displaystyle a} en {\displaystyle b}.

#### Voorbeelden
- Twee snijdende rechten {\displaystyle a} en {\displaystyle b} liggen harmonisch ten opzichte van de bissectrices {\displaystyle c} en {\displaystyle d} van de hoeken die ze met elkaar maken.
- Twee diagonalen van een volledige vierhoek zijn harmonisch toegevoegd ten opzichte van de zijden door hun snijpunt
- De poollijn van een punt {\displaystyle P}, ten opzichte van de rechten {\displaystyle a} en {\displaystyle b} met snijpunt {\displaystyle S}, is de lijn die harmonisch is toegevoegd aan de lijn {\displaystyle SP} ten opzichte van de lijnen {\displaystyle a} en {\displaystyle b}.

## Dubbelverhouding op een kegelsnede

dubbelverhouding op een kegelsnede

Verbindt men een veranderlijk punt van een niet ontaarde kegelsnede {\displaystyle K} met vier vaste punten van {\displaystyle K}, dan verkrijgt men een veranderlijke vierstraal met constante dubbelverhouding. Die dubbelverhouding is enkel afhankelijk van de stand van de vier punten op de kegelsnede en wordt de dubbelverhouding van die vier punten genoemd.
Snijdt men vier vaste raaklijnen aan een niet ontaarde kegelsnede {\displaystyle K} met een veranderlijke raaklijn aan {\displaystyle K}, dan verkrijgt men een puntenviertal met constante dubbelverhouding. Die dubbelverhouding is enkel afhankelijk van de stand van de vier vaste raaklijnen en wordt de dubbelverhouding van die vier raaklijnen  genoemd.
Op de figuur zijn de rechten {\displaystyle a,b,c} en {\displaystyle d} vaste raaklijnen en de punten {\displaystyle K,L,M} en {\displaystyle N} vaste punten op de kegelsnede.
De dubbelverhouding {\displaystyle (k,l,m,n)} is onafhankelijk van de stand van het punt {\displaystyle P} op de kegelsnede, daardoor is de dubbelverhouding {\displaystyle (K,L,M,N)} ondubbelzinnig bepaald. Zo is ook {\displaystyle (ABCD)} onafhankelijk van de stand van de veranderlijke raaklijn {\displaystyle s} en is de dubbelverhouding {\displaystyle (abcd)} van de vier vaste raaklijnen correct gedefinieerd.